# Грондо (Верчели)
Грондо је насеље у Италији у округу Верчели, региону Пијемонт.
Према процени из 2011. у насељу је живело 22 становника. Насеље се налази на надморској висини од 979 м.